# ダーク・ヘイハースト
ダーク・ヘイハースト（Dirk Von Hayhurst, 1981年3月24日 - ）は、アメリカ合衆国・オハイオ州カントン出身の元プロ野球選手（投手）。右投左打。

## 経歴

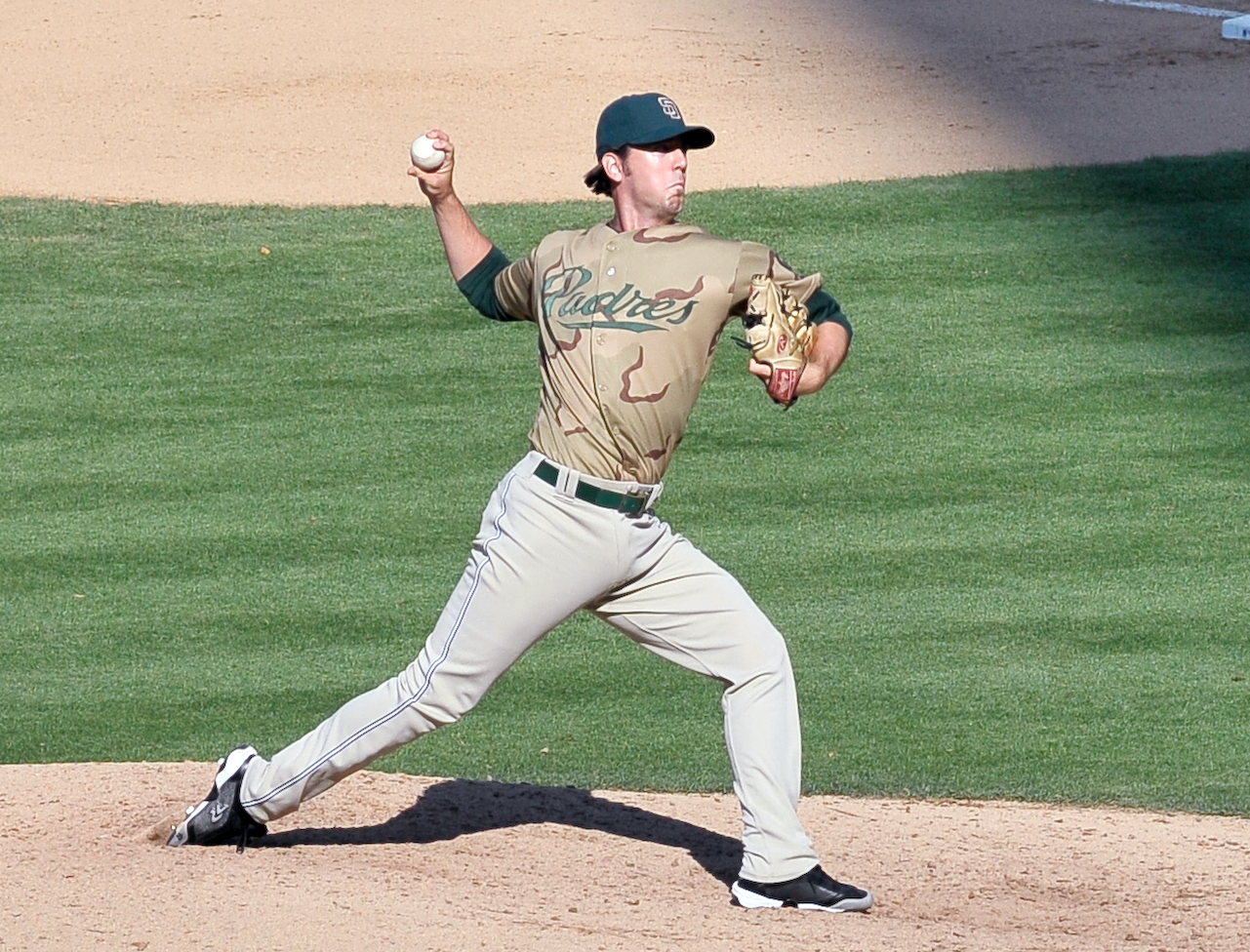
ヘイハーストの投球（パドレス時代）

ケント州立大学では先発投手として通算24勝。2003年のドラフト8巡目(全体221位)でサンディエゴ・パドレスから指名され入団。
2008年8月23日のサンフランシスコ・ジャイアンツ戦でメジャーデビューし、4回3失点で敗戦投手となった。当初は先発要員だったが、メジャー昇格後2回の先発でいずれも打ち込まれたためブルペンに降格した。結局2008年は0勝2敗、防御率9.72という成績に終わった。シーズン終了後の10月6日にウェーバー公示され、トロント・ブルージェイズへ移籍した。
2009年2月10日にブルージェイズがマット・ブッシュを獲得すると、ロースターに空きを作るためにヘイハーストは一旦解雇されたが、その3日後に新たにブルージェイズとマイナー契約を結んだ。開幕はAAA級ラスベガス・フィフティワンズで迎え、7月になってメジャーへ昇格した。7月は12試合に登板して防御率1.72と好調だったが、故障者リスト(DL)入りしていたスコット・リッチモンドの復帰に伴い、マイナーへと降格した。その後、9月にロースター枠が40人に拡大すると、中継ぎ要員として再びメジャーに昇格した。
2010年は肩の故障で全休。2011年はタンパベイ・レイズとマイナー契約を結んだが、メジャーに昇格できないまま8月29日に解雇された。その後、現役引退を表明し、トロントのラジオ局で野球解説者となった。

## 選手としての特徴
球種は多彩で速球（フォーシーム）の他にスライダー、カーブ、チェンジアップ、カッター、ツーシームを投げる。
先発とリリーフの両方をこなす。ブルージェイズ移籍後はリリーフで起用されている。

## 年度別投手成績
| 年 度     | 球 団     | 登 板 | 先 発 | 完 投 | 完 封 | 無 四 球 | 勝 利 | 敗 戦 | セ 丨 ブ | ホ 丨 ル ド | 勝 率 | 打 者 | 投 球 回 | 被 安 打 | 被 本 塁 打 | 与 四 球 | 敬 遠 | 与 死 球 | 奪 三 振 | 暴 投 | ボ 丨 ク | 失 点 | 自 責 点 | 防 御 率 | W H I P |
| --------- | --------- | ----- | ----- | ----- | ----- | -------- | ----- | ----- | -------- | ----------- | ----- | ----- | -------- | -------- | ----------- | -------- | ----- | -------- | -------- | ----- | -------- | ----- | -------- | -------- | ------- |
| 2008      | SD        | 10    | 3     | 0     | 0     | 0        | 0     | 2     | 0        | 0           | .000  | 84    | 16.2     | 27       | 2           | 10       | 1     | 0        | 14       | 4     | 0        | 18    | 18       | 9.72     | 2.22    |
| 2009      | TOR       | 15    | 0     | 0     | 0     | 0        | 0     | 0     | 0        | 0           | ----  | 97    | 22.2     | 23       | 2           | 9        | 2     | 2        | 13       | 1     | 0        | 7     | 7        | 2.78     | 1.41    |
| 通算：2年 | 通算：2年 | 25    | 3     | 0     | 0     | 0        | 0     | 2     | 0        | 0           | .000  | 181   | 39.1     | 50       | 4           | 19       | 3     | 2        | 27       | 5     | 0        | 25    | 25       | 5.72     | 1.75    |